# NGC 2943
NGC 2943 ist eine elliptische Galaxie vom Hubble-Typ E5 im Sternbild Löwe nördlich der Ekliptik. Sie ist schätzungsweise 371 Millionen Lichtjahre von der Milchstraße entfernt und hat einen Durchmesser von etwa 245.000 Lichtjahren. Gemeinsam mit NGC 2941 bildet sie das Galaxienpaar Holm 136.
Im selben Himmelsareal befinden sich u. a. die Galaxien NGC 2928, NGC 2933, NGC 2934, NGC 2946.
Das Objekt wurde am 1. April 1864 von Albert Marth entdeckt.